# Ljutomer
Ljutomer  Pronunciació (?·pàg.)) (Alemany Luttenberg, Prekmurje Lutmerk, Prlekija Lotmerk) és una ciutat de Prlekija, al nord-est d'Eslovènia. És el centre de l'esmentada zona de Prlekija i des de fa segles que és la ciutat més desenvolupada de la regió. La ciutat és famosa pel primer campament eslovè, que va tenir lloc l'agost del 1868, i l'esport de trot, que té una tradició centenària.

## Localització i geografia
La ciutat està situada al cor de Prlekija (extrem de l'Estíria) i limita amb Prekmurje i Croàcia. El riu Ščavnica travessa la ciutat, que desemboca al riu Mura a Razkrižje. La zona inclou una part de la conca del Panònia, que amb els seus al·luvions quaternaris i sediments va contribuir al desenvolupament de la regió i de tota la zona. Geogràficament, la zona està connectada amb Hongria i tota la zona de Transdanubia. Al costat de Ljutomer hi ha una zona muntanyosa de margues i argiles terciàries, que és una àrea vitivinícola d'Eslovènia molt important, amb centre al pintoresc municipi de Jeruzalem. El desenvolupament de la ciutat va estar significativament influït per la regulació de Ščavnica i la construcció del llac Gajševsko jezero, que ja en un passat va evitar que tinguessin lloc moltes inundacions.
La ciutat es troba a tocar de diverses carreteres regionals, que la connecten amb Radenci i Gornja Radgona al nord, amb Ormož al sud, Lendava a l'est i Ptuj al sud-oest i, per tant, és un important nus. Els residents s'han dedicat sempre a indústries secundàries, però darrerament les indústries terciàries (serveis, turisme) estan al capdavant de l'activitat econòmica de la ciutat. Hi ha diverses empreses a la ciutat, entre les quals Krka i Murales. La ciutat també té una de les escoles secundàries amb més èxit a Eslovènia: l'escola secundària Franc Miklošič, que atrau molts estudiants de la zona més àmplia.

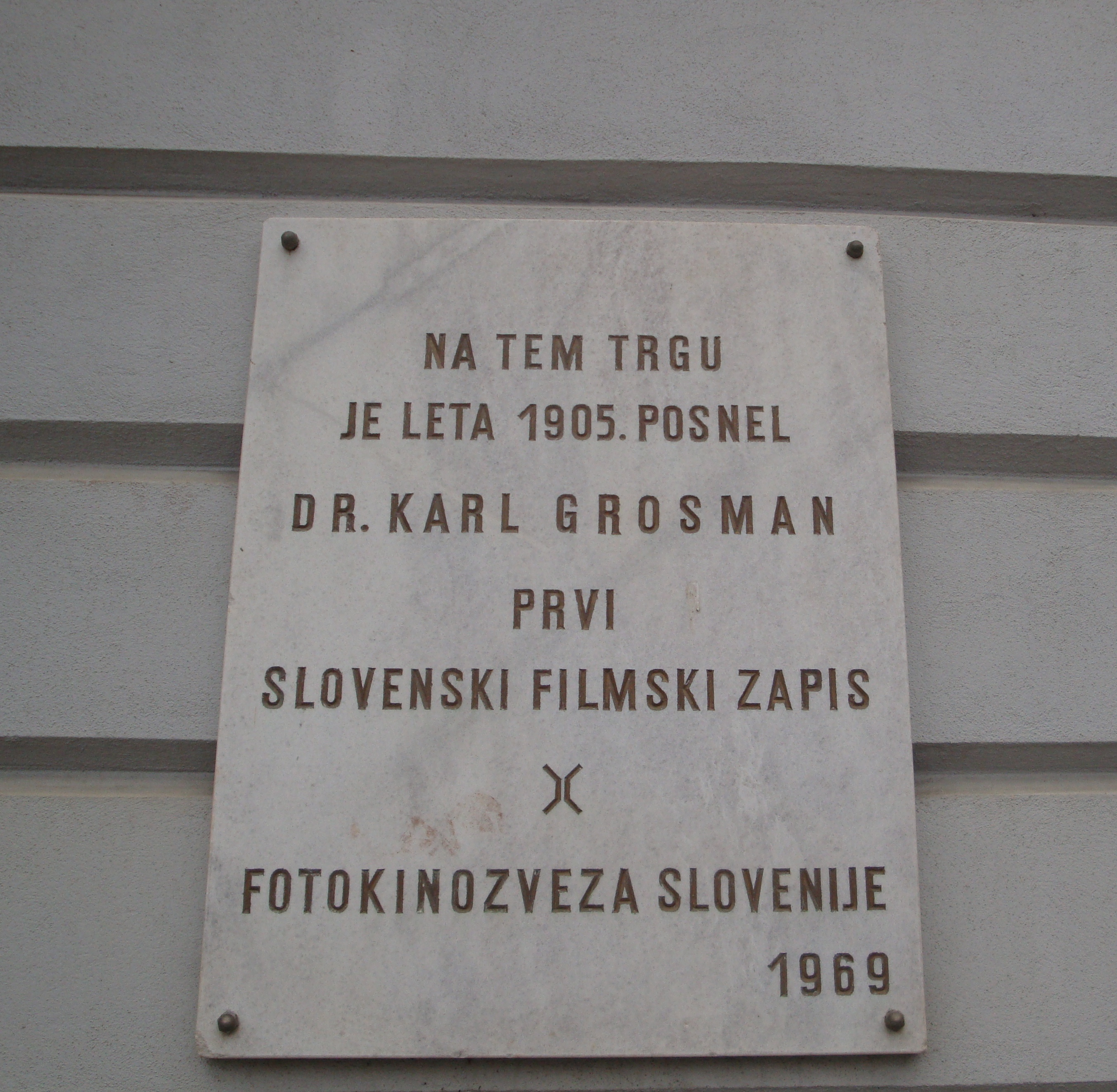
Placa commemorativa a la Plaça Major

## Turisme
Ljutomer és a prop de centres turístics (Banovci, Radenci, Jeruzalem, Bioterme Mala Nedelja). D'altra banda, la ciutat va millorar encara més el seu aspecte quan es va fer la renovació de la Plaça Major (2008). La ciutat també compta amb l'Associació Turística Prlekija i el Club Estudiantil Prlekija (que fan festa cada any) i el club de trot Ljutomer també .
També hi ha el Museu de la Ciutat, que alberga una rica col·lecció del moviment d'acampada i del període de la Guerra d’Alliberament Nacional. L’ajuntament també acull la biblioteca municipal, l’organització turística local (LTO), la confiteria Rogljiček i el bar Perla. A la plaça del centre també hi ha un centre d'informació turística (TIC).
Annualment s'hi organitza Festival de Cinema i Vi de Grossmann, dedicat al gènere de terror.

## Llocs naturals i culturals
- Reserva forestal de Jerusalem es troba a uns quilòmetres al nord-est de Ljutomer. És una fageda climatèrica exlocsa de l'activitat econòmica i reservada a finalitats de recerca científica. La base geològica consta de Pliocene marga, argila i grava cobert per sòls argilosos.[1]
- Església de St. Joan Baptista
- Capella d'Ana a la Plaça Vella del 1756.
- Capella de St. Florià de la Plaça Miklošič del 1736.
- Llista d'unitats del patrimoni cultural immoble a Ljutomer

## Museus
- Col·lecció general del museu de Ljutomer, col·lecció del primer camp eslovè
- Museu Ralo, museu a l'aire lliure de maquinària i eines
- Museu del trot de Ljutomer